# Batimetria

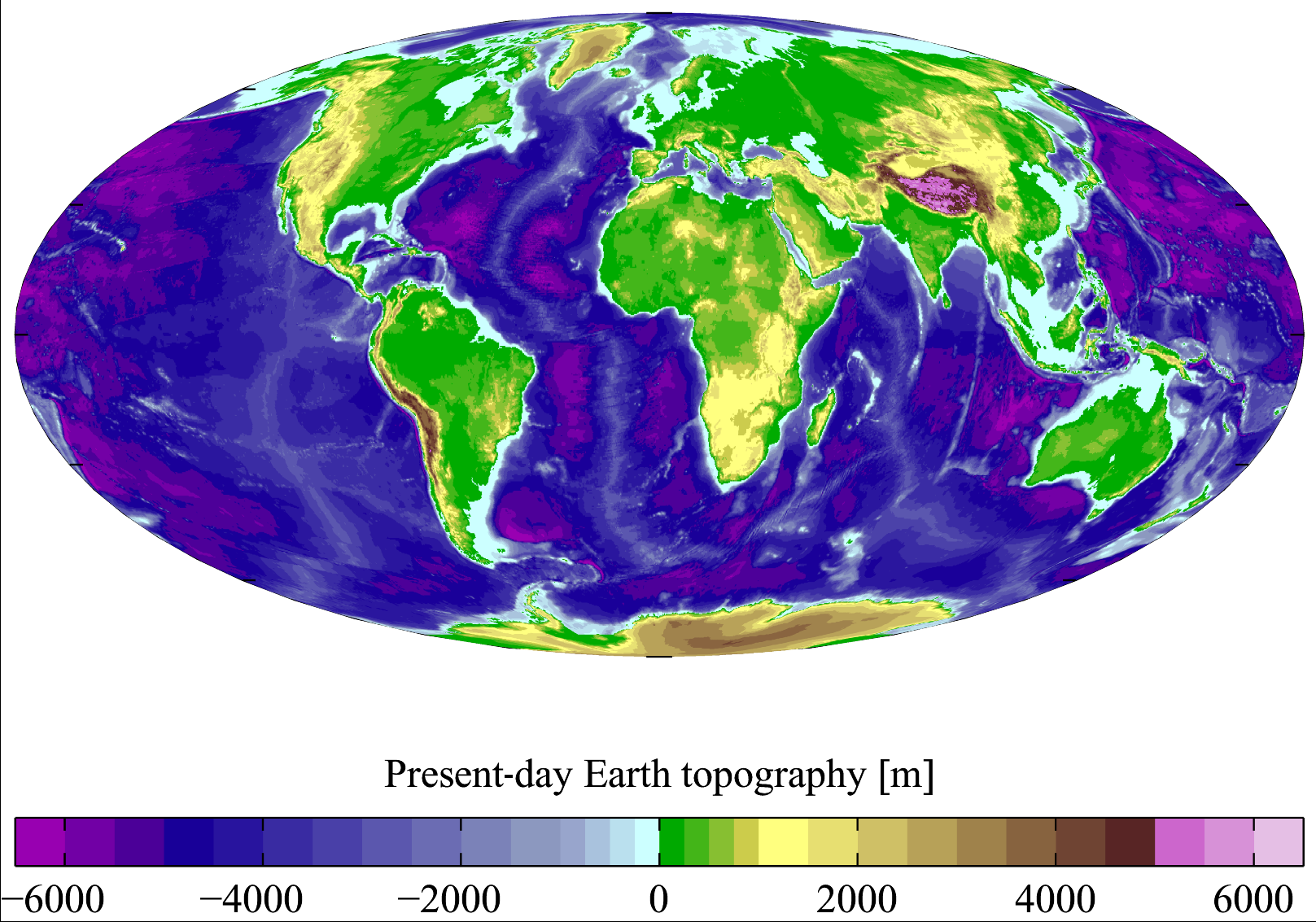
Representació batimètrica i altimètrica de la Terra. Dades del Model Digital del Terreny del Centre de dades geofísiques americà.

Una batimetria és l'equivalent marí a una hipsometria. El nom ve del grec βαθυς, profunditat, i μετρον, mesura. És a dir, que una batimetria és l'estudi de la profunditat subaquàtica, ja siga als oceans o a un llac. Una carta batimètrica mostrarà doncs el relleu del terreny com a línies de contorn anomenades isòbates i en altres ocasions també es fan representacions tridimensionals amb imatges generades per ordinador.
Inicialment, el terme batimetria es referia només al mesurament de la profunditat dels oceans. Les primeres tècniques per a aconseguir-les consistia a mesurar la profunditat amb cabs pesats (que normalment tenien plom o cap altre metall pesant) damunt d'un vaixell. La major limitació d'aquesta tècnica és que només mesura un punt que és insuficient i caldrien moltes mesures per a fer una interpolació adequada.

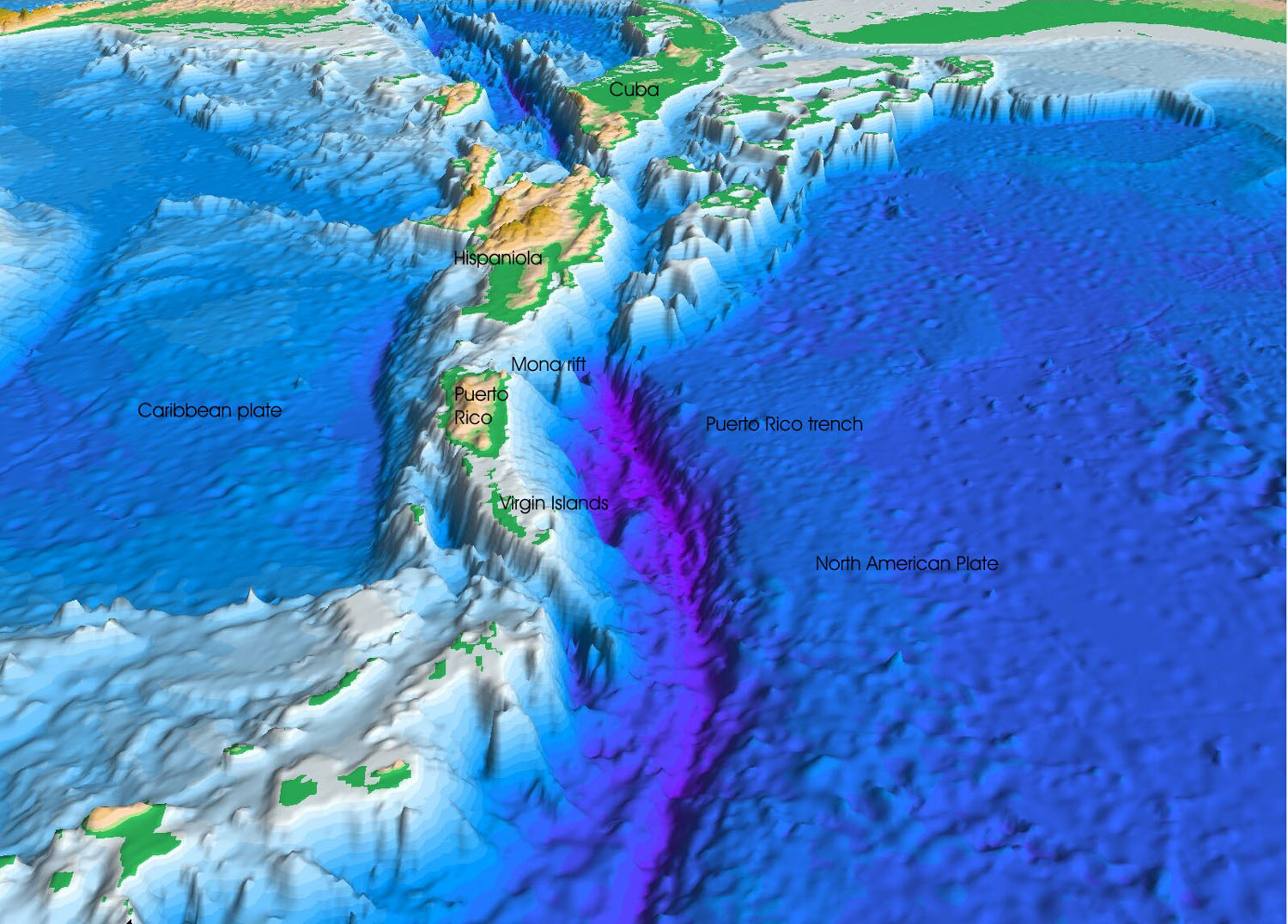
Batimetria de la Fossa de Puerto Rico

Actualment la manera més comuna de mesurar la profunditat és amb ecosondes (sonar) posades a un vaixell que va registrant la profunditat enviant una ona sonora cap al fons i mesurant quant de temps triga a tornar-hi. Aquesta profunditat es desa d'alguna manera combinada amb les coordenades que té el vaixell en eixe moment concret obtingudes normalment amb un sistema GPS. Altra manera també molt comú hui en dia per a fer batimetries consisteix en alguna mena de sistema LIDAR, encara que normalment tenen menys precisió espacial i s'utilitzen per a grans extensions.